# Villa Kolkis
Villa Kolkis är en kulturhistoriskt betydelsefull byggnad på ön Leros i Grekland belägen ovanför gamla fiskarbyn Pandeli. Byggnaden uppstod ursprungligen i början av 1800-talet. Den köptes år 1965 av finlandssvenska författare Göran Schildt och hans fru Christine Schildt. Huset renoverades pietetsfullt, och Christine bor fortsättningsvis i huset efter Görans död 2009. Huset har blivit en mötesplats för seminarier, kulturresor och kontakter mellan skolor och föreningar.Villa Kolkis Vänner rf. (grundad 2018) och Christine och Göran Schildts stiftelse utvecklar verksamhet kring Göran Schildts livsverk, förståelse för medelshavskultur, Ville Kolkis samt Villa Skeppet i Ekenäs, Finland. 

## Bilder

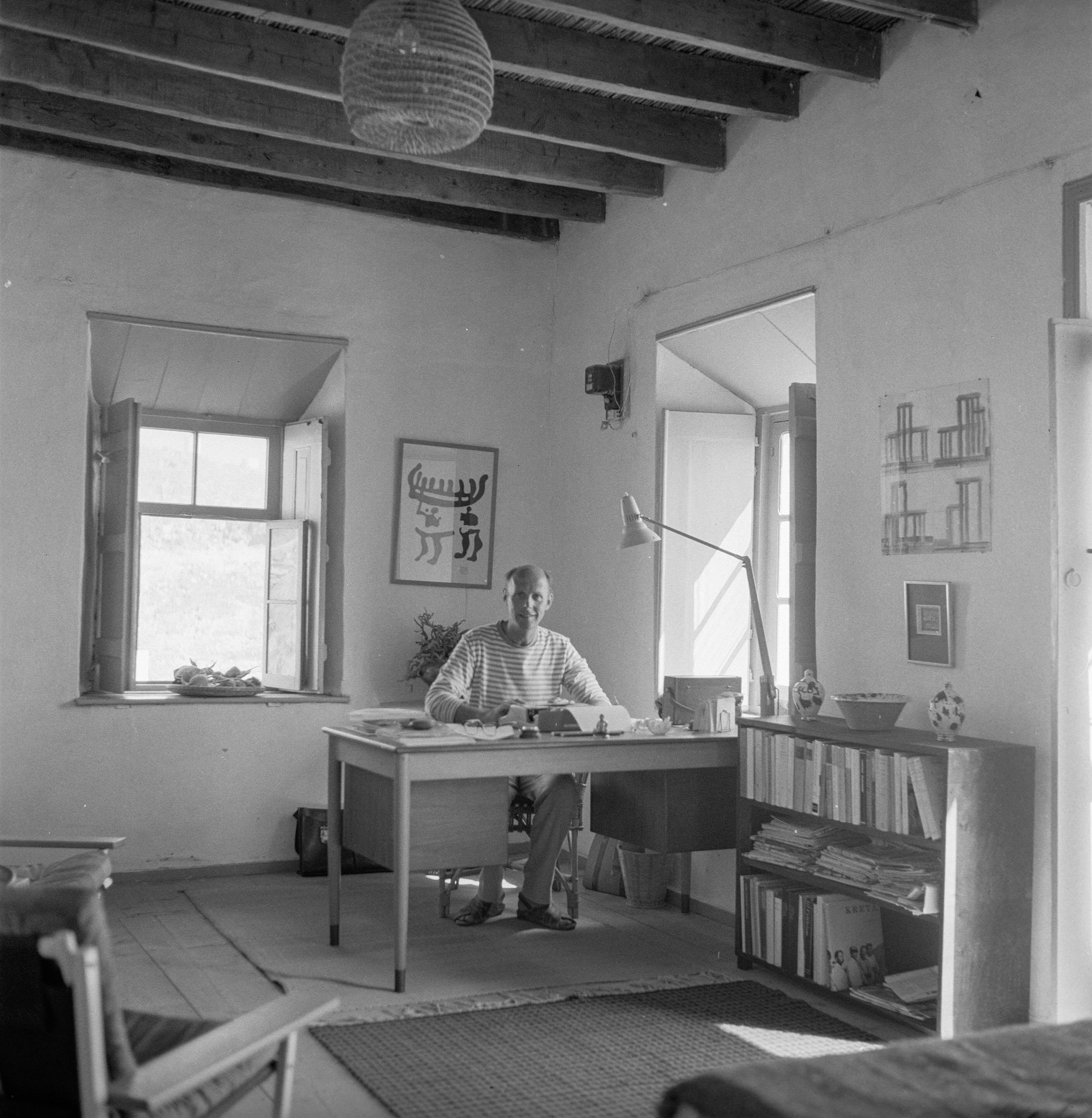
Göran Schildt vid sitt skrivbord i Villa Kolkis.
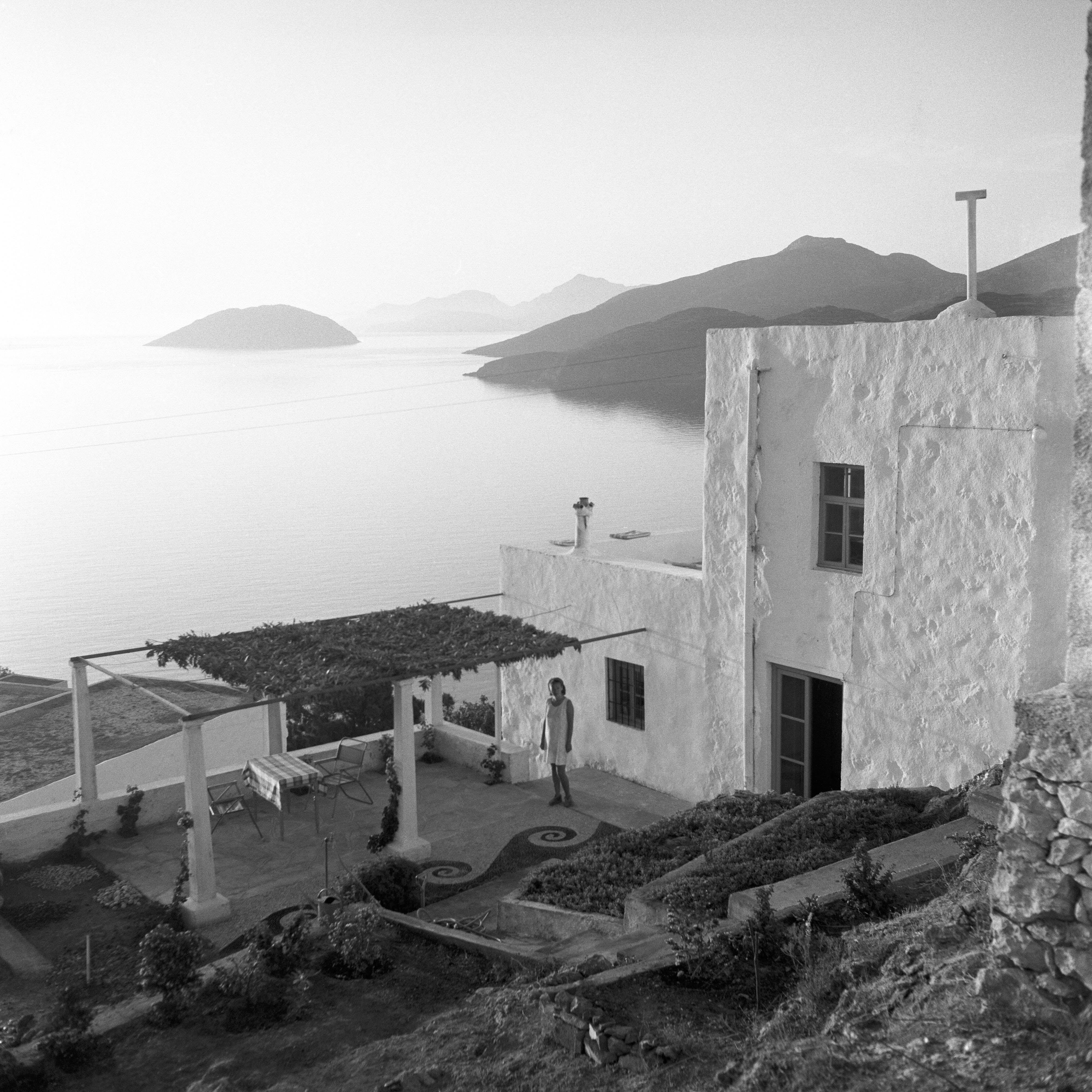
Christine Schildt och Villa Kolkis med utsikt år 1968.
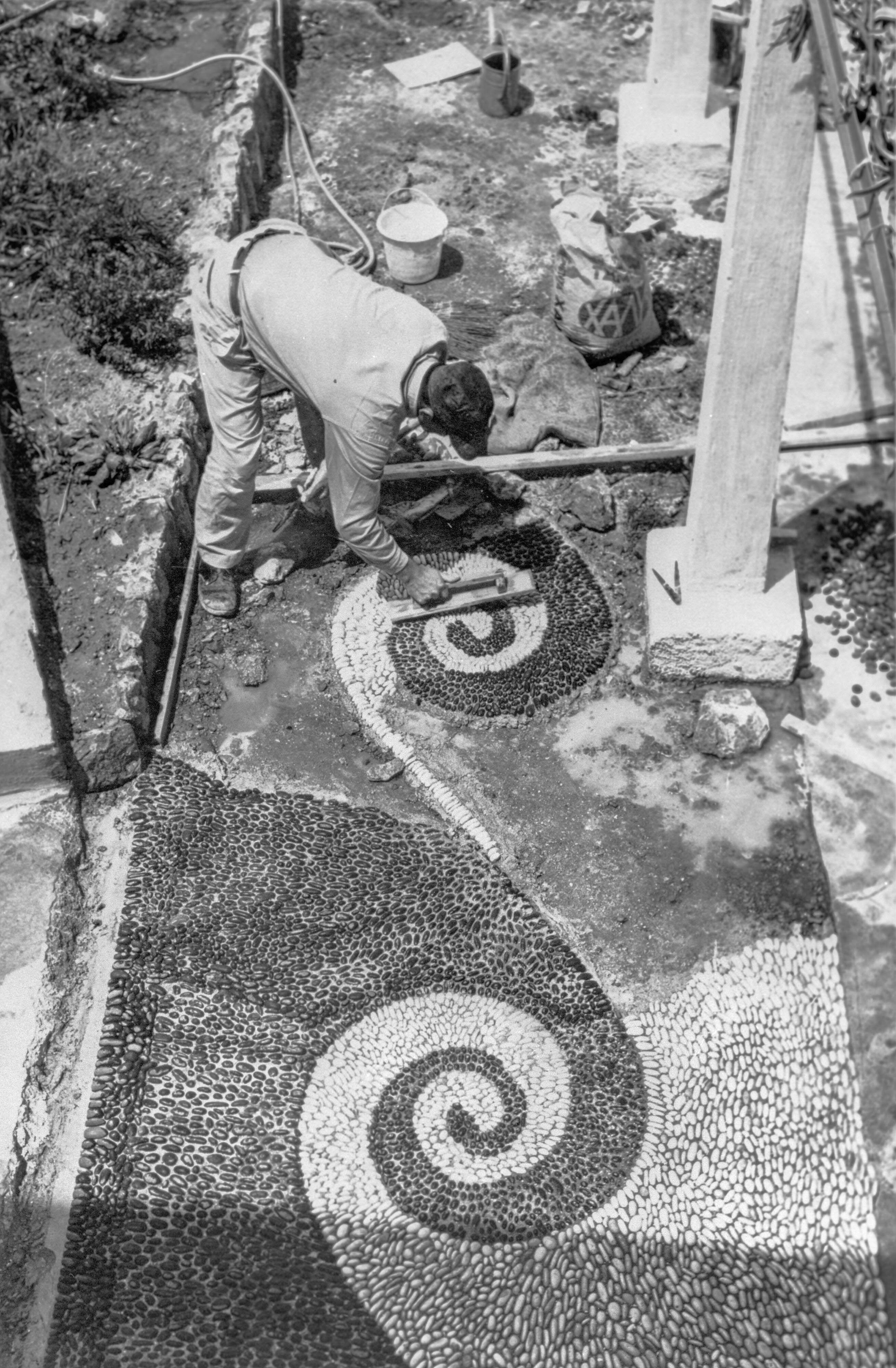
Mosaik vid Villa Kolkis.
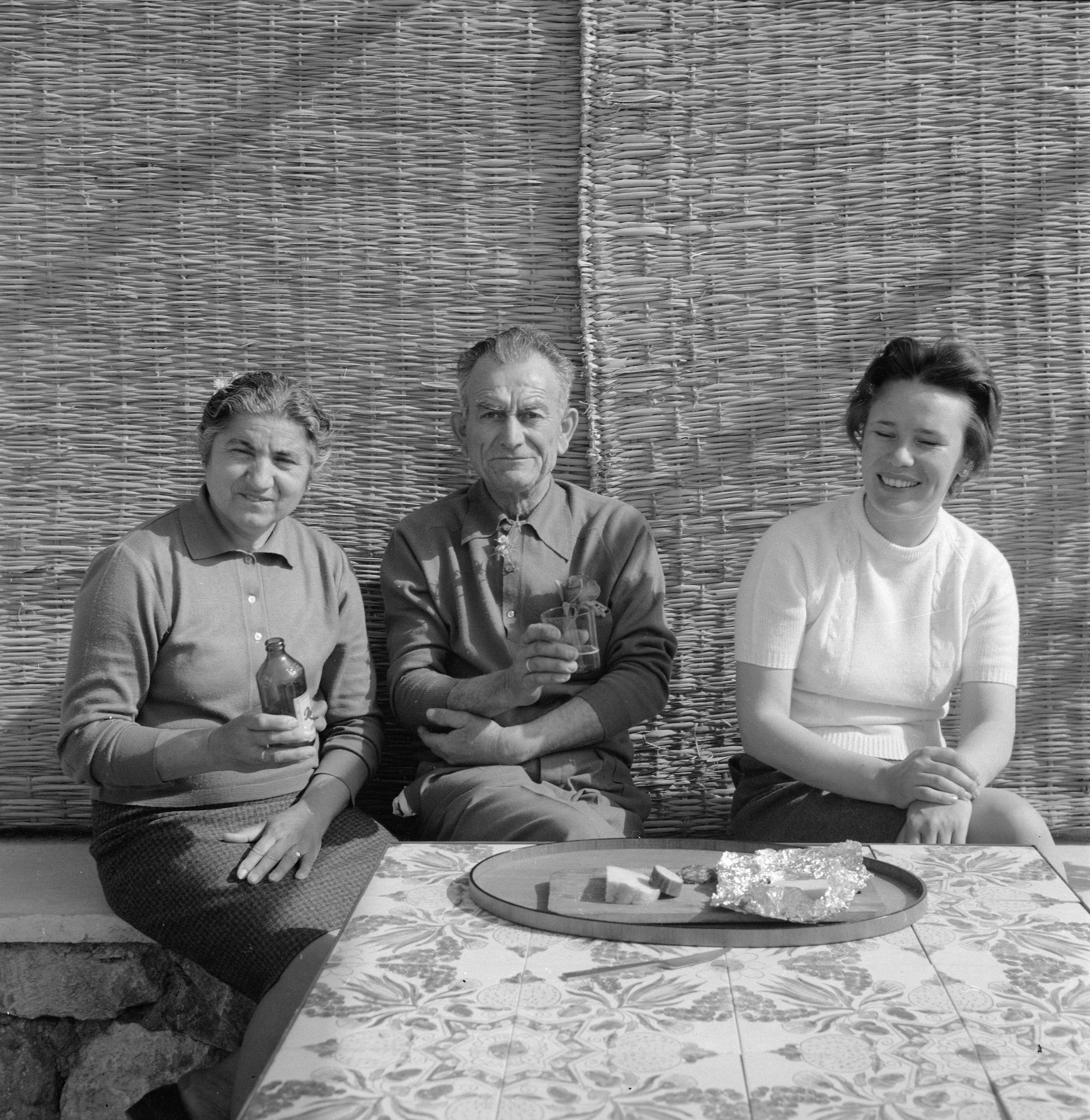
Christine Schildt med gäster vid Villa Kolkis.

## Publikationer om Villa Kolkis
- Kirjailijan talossa : Schildt & Villa Kolkis. Andersson, Iris (2019).  ISBN 9789529423767